# Cool Water
Cool Water è un profumo, prodotto dalla Zino Davidoff SA.

## Fragranza
La fragranza è disponibile nelle versioni maschile e, dal 1996, femminile, entrambe create dal profumiere Pierre Bourdon. 

### Cool Water

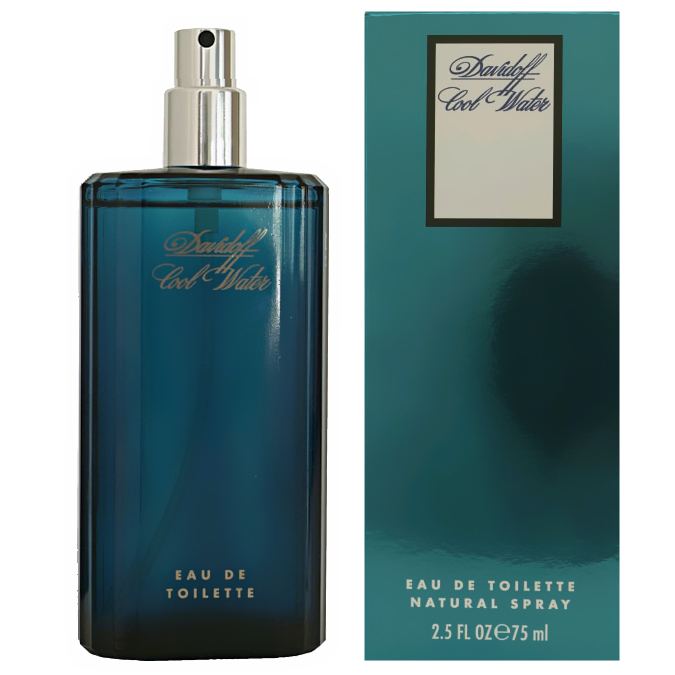
Cool Water

Lanciato sul mercato nel 1988 dalla Zino Davidoff SA, Cool Water è una delle fragranze più vendute al mondo, che insieme a Eternity ha ridato vitalità al mercato delle fragranze acquatiche. Cool Water è una fragranza fresca, aromatica e mascolina, grazie all'uso rispettivamente della menta, del rosmarino e dell'ambra mista a tabacco. 
Oltre all'eau de toilette da 40, 75, 125 e un'edizione limitata da 200 ml, sono disponibili deodoranti, docciaschiuma e dopobarba.

### Cool Water Woman

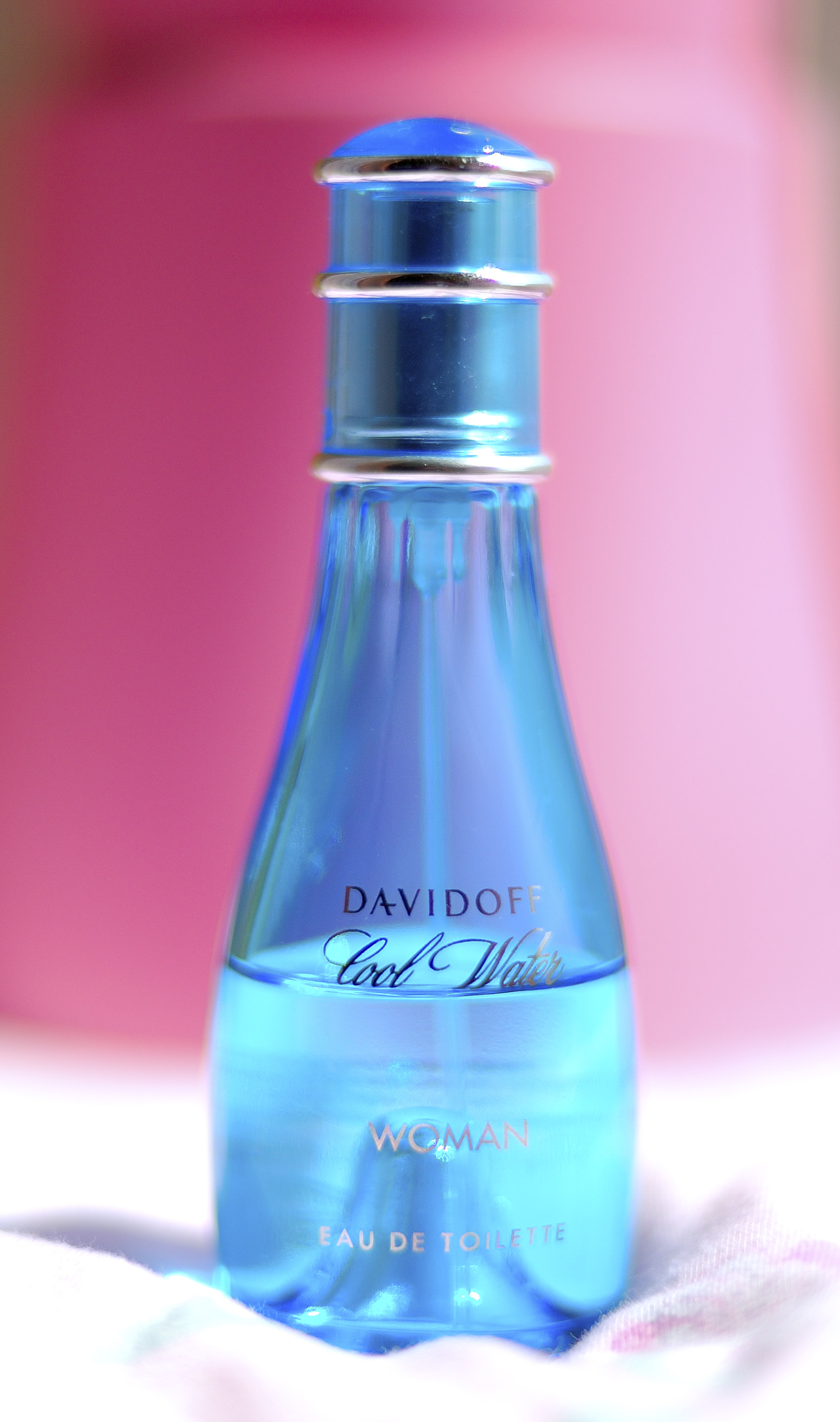
Cool Water Woman

Nel 1996 è stato lanciato Cool Water Woman, la versione femminile della fragranza.
Anche nella versione femminile, Cool Water rimane una fragranza legata all'acqua, grazie a note fresche come il melone, l'ananas e il loto, ma l'aromaticità che dava virilità alla versione maschile viene qui sostituita dalla dolcezza dei fiori come la rosa, il mughetto e il gelsomino.
Cool Water Woman è disponibile nelle versioni eau de toilette da 30, 50 e 100ml, deodorante, body lotion e docciaschiuma.

## Edizioni
La Davidoff ha messo in commercio numerose edizioni dell'originale Cool Water:
- Cool Water Frozen (2004)
- Cool Water Deep (2004)
- Cool Water Sea, Scents and Sun (2005)
- Cool Water Deep Sea, Scents and Sun (2005)
- Cool Water Summer Fizz (2006)
- Cool Water Game (2006)
- Cool Water Wave (2007)
- Cool Water Happy Summer (2007)
- Cool Water Game Happy Summer (2007)
- Cool Water Freeze Me (2008)
- Cool Water Cool Summer (2009)

## Promozione
Testimonial di Cool Water recentemente sono stati l'attore Josh Holloway (per Cool Water for Men) e l'attrice Evangeline Lilly (per Cool Water for Women). Entrambi gli attori sono fra i protagonisti della popolare serie televisiva statunitense Lost, nei ruoli, rispettivamente di Sawyer e Kate.

## Riconoscimenti
Nel 1992 Cool Water ha ricevuto il FiFi Award sia come "profumo maschile dell'anno", che come "migliore campagna pubblicitaria".